# Esther Dyson
Esther Dyson (Zürich, 1951. július 14. –) amerikai vállalkozó, kiképzett polgári űrhajós.

## Életpálya
A Harvard Egyetemen közgazdász oklevelet szerzett. Eleinte a Forbes magazinnál dolgozott, tény-feltáró riporterként. 1977-ben a New Court Securities állományába került. 1983-ban kivásárolta a céget, átnevezte EDventure Holdings névre, majd 25 év után 2007-ben eladta. Különböző befektetéseit gondozza. A polgári űrhajózás elősegítése érdekében támogatja a fejlesztéseket.
2008 októberétől részesült űrhajóskiképzésben a Jurij Gagarin Űrhajós Kiképző Központban. Űrhajós pályafutását 2009. április 8-án fejezte be.

## Tartalék személyzet
Szojuz TMA–14 speciális, polgári pilótája.

## Magyarul megjelent művei
- 2.0 verzió. Életünk a digitális korban; ford. Kozma Zsolt; HVG Rt., Bp., 1998